# 리머배디

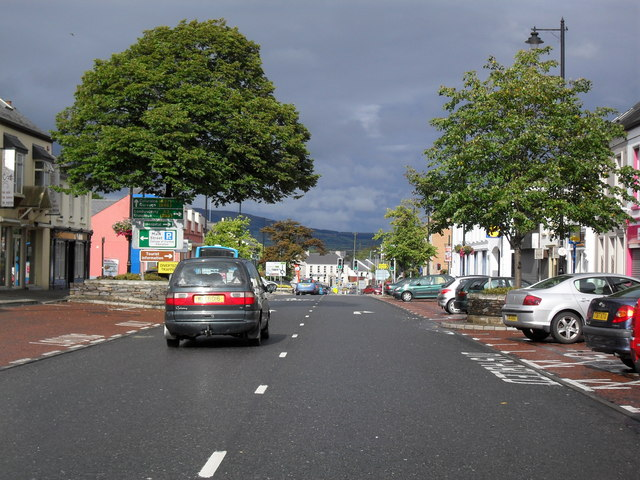
리머배디

리머배디(영어: Limavady, 아일랜드어: Léim a' Mhadaidh)는 북아일랜드 런던데리주의 도시로 인구는 12,043명(2001년 기준)이다. 데리에서 동쪽으로 27km, 콜레인에서 남서쪽으로 23km 정도 떨어진 곳에 위치한다.